# Helmut Dreher
Helmut Dreher   (Idar-Oberstein, 4 de juny de 1932 - Idar-Oberstein, 24 de maig de 1984) fou un atleta alemany, especialista en els 400 metres, que va competir durant la dècada de 1950 sota bandera de la República Federal d'Alemanya.
En el seu palmarès destaca una medalla de plata en els 4x400 metres del Campionat d'Europa d'atletisme de 1954. Formà equip amb Hans Geister, Heinz Ulzheimer i Karl-Friedrich Haas. També guanyà el campionat nacional del 4x400 metres de 1954.

## Millors marques
- 400 metres. 47.9" (1955)